# Victor Matfield
Victor Matfield (Polokwane, 11 de mayo de 1977) es un exjugador sudafricano de rugby que se desempeñaba como segunda línea.
Es considerado uno de los mejores segundas líneas de todos los tiempos, y formó junto a su compañero de Springboks y Bulls Bakkies Botha, una de las parejas de segundas líneas más extraordinarias que se recuerden.

## Carrera
Jugó para los Springboks, en el equipo Blue Bulls de la Currie Cup y en el equipo Bulls del Super Rugby.
Matfield fue parte del seleccionado sudafricano que se consagró campeón de la Copa Mundial de Rugby de 2007.

### Participaciones en Copas del Mundo
Matfield disputó cuatro mundiales, una marca encomiable históricamente entre los rugbistas y más difícil de alcanzar. Rudolf Straeuli lo convocó a su primera en Australia 2003, donde fue titular con Bakkies Botha.
Jake White lo llevó a Francia 2007 y lo formó nuevamente con Botha. Allí Sudáfrica se consagró campeón del Mundo por segunda vez en su historia.
El primer entrenador negro de los Springboks, Peter de Villiers, lo seleccionó para Nueva Zelanda 2011. Pese a ser un veterano de 34 años, mantuvo la titularidad y lo alinearon con Danie Rossouw.
Finalmente Heyneke Meyer lo anunció para formar parte de Inglaterra 2015 con 38 años y esta vez fue suplente de Lood de Jager.
| Mundial                       | Sede          | Resultado        | PJ | Tries |
| ----------------------------- | ------------- | ---------------- | -- | ----- |
| Copa Mundial de Rugby de 2003 | Australia     | Cuartos de final | 5  | 0     |
| Copa Mundial de Rugby de 2007 | Francia       | Campeón          | 7  | 0     |
| Copa Mundial de Rugby de 2011 | Nueva Zelanda | Cuartos de final | 3  | 0     |
| Copa Mundial de Rugby de 2015 | Inglaterra    | Tercer puesto    | 4  | 0     |

## Palmarés
- Campeón del Rugby Championship de 2004 y 2009.
- Campeón del Super Rugby de 2007, 2009 y 2010.
- Campeón de la Currie Cup de 2002, 2004 y 2009.
- Seleccionado para  jugar con los Barbarians